# 浦上春琴

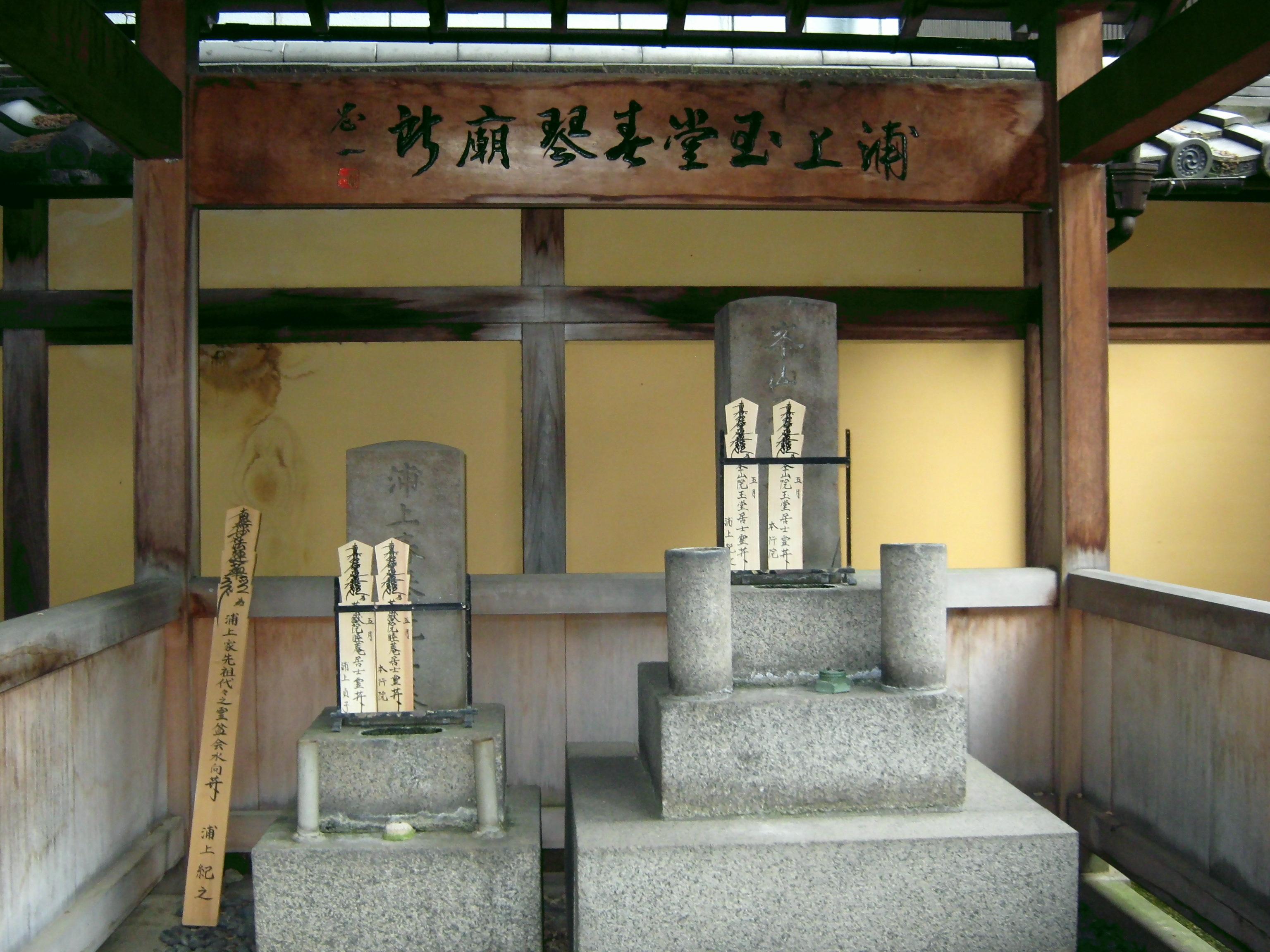
浦上春琴廟所（本能寺）

浦上 春琴（うらかみ しゅんきん、安永8年（1779年）5月 - 弘化3年5月2日（1846年5月26日））は、江戸時代後期の日本の文人画家。当時、鴨方藩士だった浦上玉堂の長子として備前国岡山（現岡山県岡山市）に生まれる。浦上秋琴は実弟。諱は選、字を伯挙・十千、号は春琴のほかに睡菴・文鏡亭・二卿。通称は紀一郎もしくは喜一郎。

## 略伝

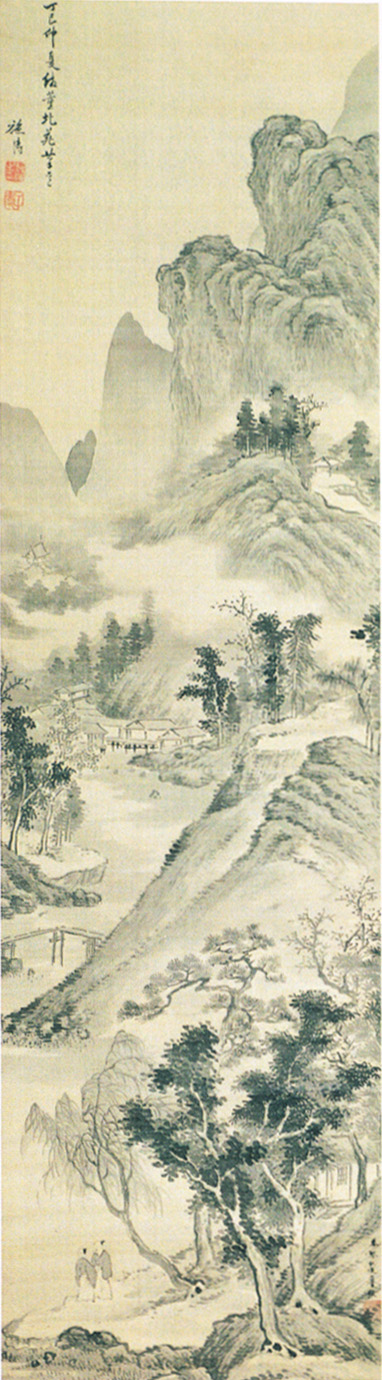
模施溥倣董北苑筆意山水図 絹本墨画

戦国大名浦上氏の末裔という。幼少の頃より父・玉堂より書画の手ほどきを受ける。寛政4年（1792年）ころより如意道人によって玉堂とともに春琴の作品が買い上げられている（「如意道人蒐集書画帖」）。14歳のころ母が死去。
寛政6年（1794年）、玉堂が脱藩し、父子で諸国を歴遊する。同年4月8日、15歳のときに皆川淇園の門人となり、父玉堂も同年5月6日、淇園の受業生となる。
文化3年（1806年）６月12日、熊本から東上の途中、父の玉堂および弟の秋琴と一緒に広島の頼家を訪れた折、頼山陽と邂逅する。
その後、崎陽で来舶清人と交流して舶載の古画を臨写し、長崎遊学（文化6年（1809年）～文化8年（1811年））より平安（＝京都）へ戻ると、上加茂の祠官藤木大隅守数顕の娘滝（24歳）と結婚し、文化10年（1813年）より玉堂と同居（柳馬場二条北）し、夫婦で世話をする旁ら、本格的な画業に専念するようになる。以後は平安に定住して山陽グループの活動を支え、頼山陽や田能村竹田、岡田米山人、岡田半江、篠崎小竹、貫名海屋、柏木如亭、武元登々庵ら著名な文人との交わりを深める。
天保3年（1832）に頼山陽が死去して以来、弘化3年（1846）に亡くなるまで、その後継者たちの教育に専念した。一例を挙げると、江馬細香の詩稿には、春琴批正の時期もある。後述する『論画詩』にしても、画塾における門弟に教授した「論画十首」が発端となり、後日社友や門人によって纏められた南宗画の画論である。
弘化3年（1846年）5月歿、享年68。墓所は本能寺（＝現在の本能寺会館裏）にあり、篠崎小竹の著した碑が東山長楽寺山中に建っている。

## 人物像
浦上春琴は、竹田や小竹とともに頼山陽の活動拠点となった笑社（のちに真社と改名）を支えた画家で、現在の南画や煎茶道の基礎を築いた文人である。又たんなる画家というよりも、むしろ笑社の精神的支柱とでもいうべき存在で、つねに山陽を見守り、山陽の傍へ集まってくる人物の指導もおこなっていた。『日華録』によると、文化7年（1810年）、春琴が32歳のとき、博多の豪商・松永子登（1781～1848）の屋敷に滞在していたとき、仙厓義梵（61歳）が訪ねて来て、席上「李仙睡眠図」を画いて春琴に示すと、春琴が「仙厓禅師の画は運筆霊活、殆ど古人の筆法に精通している妙手といえます。しかし他人であれば敢えて問いませんが、仙厓禅師にこの画技があることを私はひそかに患えます。かの雪舟をご覧なさい。雪舟は我が邦禅門の高僧ですが、後世の人はただその画を賞賛するばかりで、その徳には言及しません。まことに残念な話です。禅師よ、よくお考えください」と言上し、仙厓は「よく先生の教えを奉じます」と答え、すぐさま画いた「李仙睡眠図」を破り棄て、以後は絵画を描かなくなった、と伝えられる。この逸話も春琴の人柄をよく表しており、当時の文人たちの価値観が窺える記事といえよう。
田能村竹田は、『竹田荘師友画録』において春琴の人柄を次のように記している。
紀選は字を十千といい、春琴または睡庵と号した。尊父は玉堂老人である。玉堂老人は一代の高士で、十千は優れた才能でこれを受け継いだ。若い時分に江戸・京・大坂を歴遊し、それから四方に漫遊し、国内の名山大川で観ていない場所などなく、著名人や隠士で交わらない人などなかった。珍しい書物をあまねく探し訪ね、すべてを買い尽くしてしまうほどであった。その画の極めて優れていること、詩のたくみなこと、書に精通して上手なこと、すべてにしっかりした基礎がある。書画金石やその他の古器物の鑑定についても、いうまでもなく精確であった。彼の購い求めるものは、頼山陽や雲華上人と同類のものであったが、彼のほうが優れていたことがしばしばあった。有名な骨董商で鑑識眼のある者も、みな十千に心服していた。ある日、彼が平生もっとも愛玩している品二十余りを選び、それらについて書き記して一冊の書物とし、『清秘録』と名づけた。私は長いこと親しく交わり、訪問すると必ずといってよいほど連泊した。粥を啜り、茶を煮、詩を吟じ、読画をおこない、時に茶道具を携えて、桂川や鴨川のほとりに出て楽しんだ。私は人に対して情熱的ではなく冷淡な性格であるが、十千は決して私を遠ざけ避けるということもなく、いつも同じようにあっさりとした態度で私を遇してくれた。一日中静かに向かい合って座り、ほどよい頃を見計らって帰ってゆく。思うに、彼の世に処する仕方は、環境にしたがってそれに応じ、あっさりとした場ではあっさりとした態度、派手な場では派手な態度、という処し方である。時折、冗談を言って人を笑わせるが、けっして諂諛うこともなく、又けっして他人を悪く言うこともない。私が思うのに、「人は才を外に表そうと考える者が多い。しかしながら十千はただ内に養い育て、悪りを抑え、中庸を完成しようとつとめていた。内に抑えて徳を完成することにも、やはり才が必要なのである」と。

## 画業
山水画、花鳥画に優れ、精彩で巧みでありながら透き通るような気品のある作風であった。中林竹洞や山本梅逸らと名声を競った。画風が温和だったこともあり、生前は（現在の評価とは逆に）父・玉堂の作品よりよく売れたという。また書道・詩文・平曲・七絃琴に優れ、器物、書画の鑑定にも秀でていた。天宝十三年（1842年）の春、「春琴学人紀選伯挙甫」の名で画論『論画詩』を著し、さらに翌年の冬（1843）には『続論画詩』を刊行している。両書は南宗画について社友と議論した上で体系的に纏められた画論書で、両書の稿本も現存している。

## 代表作
- 「前山図」（1807年）一般財団法人文人画研究会 蔵 紙本淡彩一幅[12]
- 「浦上玉堂像」（1813年） 岡山県立美術館 蔵 紙本墨画淡彩 1幅
- 「春秋山水図」屏風（1821年） ニューヨーク・バーク・コレクション 蔵 六曲一双 絹本墨画淡彩[13]
- 「花鳥図」屏風（1823年）東京国立博物館 蔵 六曲一双
- 「花鳥図」（1837年）東京芸術大学大学美術館 蔵 葛布地墨画
- 「花卉果蔬図巻」（1844年） 京都国立博物館 蔵 1巻 紙本著色

## 著作
- 『睡庵清秘録』（1830年）
- 『論画詩』（1842年[14]）
- 『続論画詩』（1843年[15]）

## 関連書籍
- 『平安人物誌』

## 門弟
- 河北春谷
- 霞山（僧）
- 浦上春甫 - 実子。
- 稲垣子復
- 鳥越烟村
- 江馬細香
- 安春蘭蔵
- 熊坂適山
- 帆足杏雨 - 田能村竹田の門人。
- 石丸春牛
- 小西松隖 -『論画詩』『続論画詩』に注釈を施した門弟。
- 岸琴泉